# Carolina Bassi
Carolina Bassi-Manna anomenada «La Napoletana» (Nàpols, 10 de gener de 1781 - Cremona, el 12 de desembre de 1862) fou una contralt italiana. Era la mare del compositor Ruggero Manna.
Pertanyia a una família de músics, de fet, el seu germà Nicola Bassi, va ser un famós baix buffo, i un altre germà, Adolfo Bassi, fou un gran compositor, i durant diversos anys va dirigir el Teatro Nuovo de Trieste.Als setze anys va contraure matrimoni amb el noble de Cremona, Pietro Manna. En aquells temps figurà com a tiple còmica a Trieste i Florència, i poc temps després cantà a Liorna rols d'home, el que indica la flexibilitat de les seves facultats.
Considerada una de les cantants més importants del seu temps, va ser la primera intèrpret de moltes obres del repertori. Els rols que li van donar un èxit particular, van ser a Margherita d'Anjou, L'esule di Granata de Meyerbeer, i Semiramide i Bianca e Falliero de Rossini, i en algunes obres de Giovanni Pacini i Saverio Mercadante. Va cantar en els més importants teatres italians i estrangers, entre els quals La Scala de Milà, el Teatro Regio de Torí, Teatro Comunale de Bolonya, Teatro San Carlo de Nàpols o el Teatro La Fenice de Venècia.
Els compositors més cèlebres tenien obstinació en escriure obres per a Caroline i en tenir-la per a intèrpret de les seves òperes. Coccia va escriure per a ella La donna selvaggia; Weigl, L'imboscata; Meyerbeer, Semiramide riconosciuta; Rossini, Bianca e Faliero; Pacini, Wallace i La sacerdotessa d'Irminsul; Mayr, Tamerlano; Guglielmi, Telemaco; Mercadante, Scipione in Cartagine, Maria Stuarda regina di Scozia i Enzio, i Winter, Maometto.
Després d'estar retirada del teatre cinc anys, tornà a reaparèixer el 1812, aconseguint majors èxits que en la seva primera campanya. Actuà deu temporades consecutives en La Scala de Milà i tres a Pàdua, va recórrer després totes les ciutats d'Itàlia, que se la disputaven, no tan sols per la bellesa de la seva veu, sinó pel seu talent dramàtic i l'ardent passió que posava en les escenes dramàtiques.
La noblesa d'aquells temps la distingia amb grans atencions; se la rebia en la cort de Torí, era la cantant de cambra de la duquessa de Lucques i prenia part en els concerts del gran duc de Toscana. Caroline actuà per última vegada a Venècia en la temporada de 1827-28.